# Sneferu
Sneferu (cũng còn gọi là Snefru hoặc Snofru), còn được biết đến với tên Soris theo tiếng Hy Lạp (bởi Manetho), là vị vua đã sáng lập nên vương triều thứ 4 thuộc thời kỳ Cổ vương quốc. Hiện nay có nhiều ước tính khác nhau về thời gian trị vì của ông, ví dụ như Lịch sử Oxford về Ai Cập cổ đại đưa ra giả thuyết về một triều đại bắt đầu từ khoảng năm 2613 TCN đến năm 2589 TCN, một triều đại kéo dài 24 năm, trong khi Rolf Krauss đề xuất một triều đại kéo dài 30 năm, và Stadelmann cho rằng triều đại của ông kéo dài 48 năm. Ông đã cho xây dựng ít nhất ba kim tự tháp mà vẫn còn tồn tại cho đến ngày nay và tạo ra những thay đổi quan trọng trong việc thiết kế và xây dựng kim tự tháp ở Ai Cập cổ đại.

## Độ dài triều đại

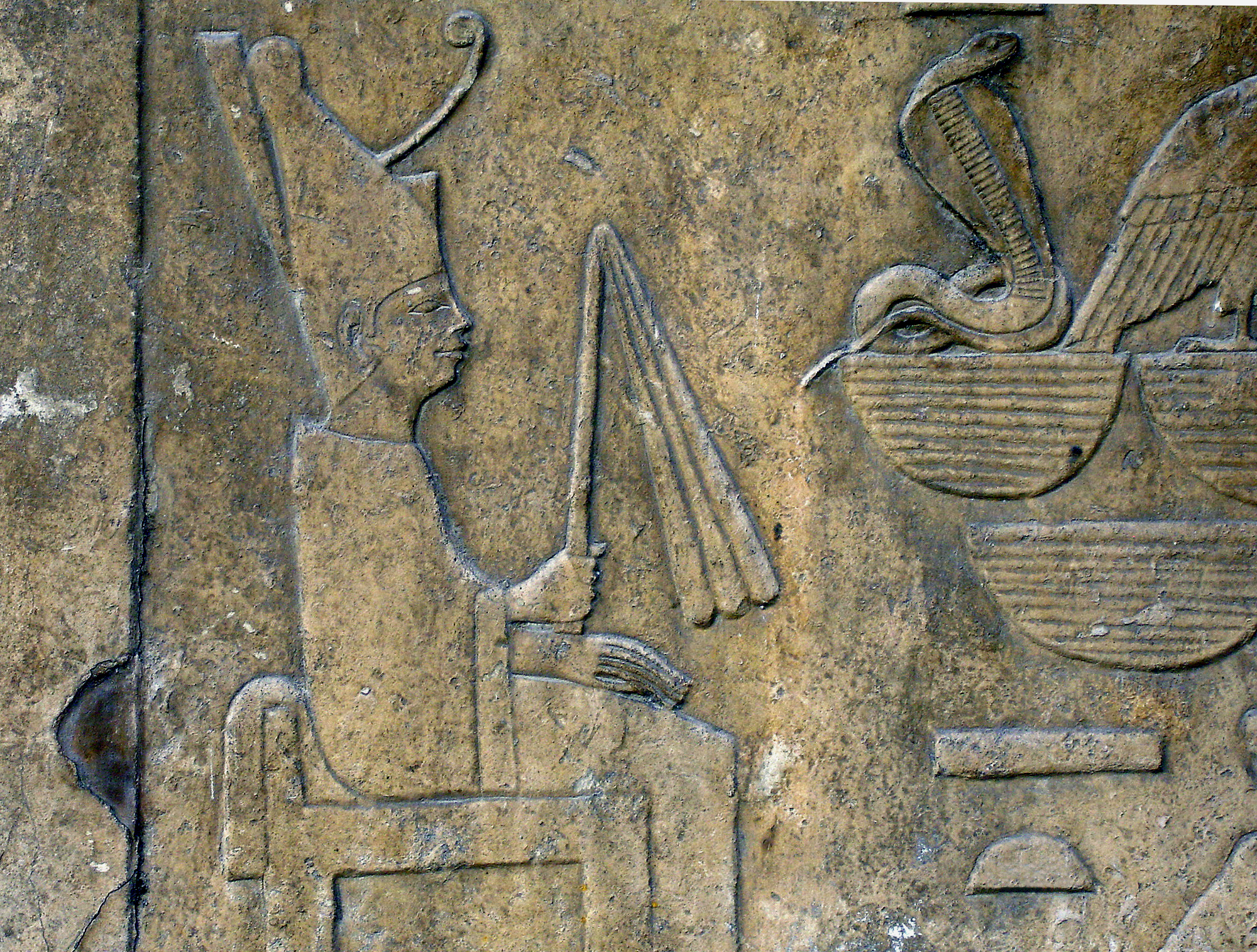
Chi tiết của một bức phù điêu cho thấy Sneferu đội vương miện trắng trong lễ hội Sed, từ ngôi đền lễ tang của ông tại Dahshur và ngày nay được trưng bày tại bảo tàng Ai Cập.

Ngày nay, con số 24 năm dành cho triều đại của Sneferu theo như cuộn giấy cói Turin ghi lại được cho là chưa chính xác, đó là vì các nhà nghiên cứu đã phát hiện ra một bản khắc tại Kim tự tháp Đỏ ở Dahshur và đề cập đến lần kiểm kê gia súc thứ 24 dưới triều đại của Sneferu tương ứng với ít nhất 24 năm. Ngoài ra, dưới triều đại của Senefru có ít nhất ba lần kiểm kê gia súc mà khoảng cách giữa những lần này với lần diễn ra kế tiếp là ba năm, những năm tiếp theo lần kiểm kê gia súc thứ 10, thứ 13 và thứ 18 đã được chứng thực tại kim tự tháp Meidum. Điều này có nghĩa rằng Sneferu đã cai trị Ai Cập tối thiểu là 27 năm.
Tuy nhiên, ở trên tấm bia đá Palermo, trang thứ 6 nằm ở phần cuối của mảnh vỡ này ghi lại năm diễn ra lần kiểm kê gia súc thứ 7 của Sneferu trong khi trang thứ 7 trên cùng một dòng lại ghi lại năm diễn ra lần kiểm kê thứ 8 của Sneferu. Một điều đáng chú ý đó là có một mục còn gần như nguyên vẹn nằm trong trang thứ 5 và cũng đề cập đến các sự kiện diễn ra dưới triều đại của nhà vua trong một năm cụ thể nhưng lại không đề cập đến năm diễn ra lần kiểm kê (thứ 6) trước đó. Do đó, mục này chắc hẳn đã ghi lại năm tiếp theo sau lần kiểm kê gia súc thứ sáu của Sneferu. Vì vậy, triều đại của Sneferu đã kéo dài tối thiểu là 28 năm. Bởi vì các nhà Ai Cập học vẫn chưa thể xác định được phần lớn niên đại của triều đại Senefru - chỉ có những năm diễn ra lần kiểm kê thứ 2, 7, 8, 12, 13, 14, 15, 16, 17, 18, 23 và 24 được xác định dưới triều đại của Sneferu và nằm ngay trước một năm chắc chắn khác tiếp sau các lần kiểm kê gia súc của ông- cho nên nhiều khả năng là vị pharaon này đã trị vì trong hơn 30 năm để có thể xây dựng được ba kim tự tháp trong suốt triều đại trị vì của mình, nhưng chắc chắn là không phải tới 48 năm bởi vì các lần kiểm kê gia súc đã không thường xuyên diễn ra theo chu kỳ hai năm một lần dưới triều đại của ông.

## Kế vị và gia đình
Sneferu là vị vua đầu tiên thuộc vương triều thứ tư của Ai Cập cổ đại và theo Manetho, ông đã cai trị suốt 24 năm (2613-2589 TCN). Theo như cuộn giấy cói Prisse, một ghi chép có niên đại thuộc về thời Trung vương quốc, vua Huni thực sự là tiên vương của Sneferu. Nó ghi lại rằng "vị vua uy nghiêm của Thượng và Hạ Ai Cập, Huni, đã bước sang thế giới bên kia(nghĩa là qua đời), và vị vua uy nghiêm của Thượng và Hạ Ai Cập, Sneferu, đã được suy tôn làm vị vua nhân từ của toàn bộ vùng đất này... " Bên cạnh sự kế vị của Sneferu, chúng ta còn biết được từ văn bản này rằng các thế hệ sau này xem ông như là một vị vua "nhân từ". Quan niệm này có thể xuất phát từ nguyên mẫu của tên nhà vua. Không rõ liêu rằng vua Huni có phải là cha ruột của Sneferu hay không; Tuy nhiên, theo như tấm bia đá biên niên sử Cairo thì mẹ của ông có thể là một người phụ nữ tên là Meresankh. Hetepheres I là chính thất của Senefru và là mẹ của vua Khufu, vị vua đã cho xây dựng nên Đại Kim tự tháp ở Giza.

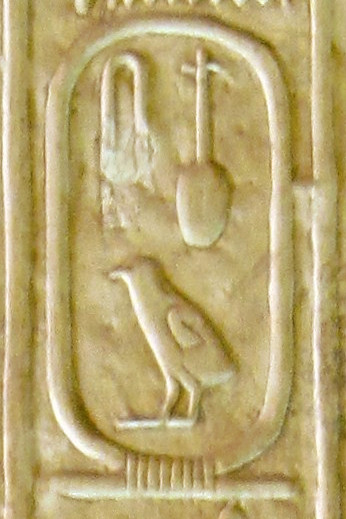
Tên đồ hình Sneferu trong bản danh sách vua Abydos

### Hậu duệ
Những người con trai của Senefru:
- Khufu - con trai của Sneferu với Hetepheres I, cũng là người đã kế vị Sneferu.
- Ankhhaf - Người con trai của đức vua từ thân thể của ngài, tể tướng của nhà vua (dưới thời người cháu trai của ông là Khafre). Ông ta được chôn cất trong mastaba G 7510. Một bức tượng bán thân nổi tiếng của Ankhhaf hiện đang được trưng bày tại Bảo tàng Mỹ thuật Boston. Ankhhaf đã kết hôn với một người chị em gái của mình là Hetepheres[16].
- Kanefer - Người con trai cả của đức vua và Người con trai của đức vua từ thân thể của ngài. Ông ta được chôn cất trong ngôi mộ 28 ở Dashur. Tể tướng thứ hai của Sneferu, ông ta sau này tiếp tục phục vụ dưới triều đại của Khufu[17].
- Nefermaat I - người con trai cả của Sneferu và là phu quân của Itet. Những tước vị của ông ta bao gồm: Tư tế của Bastet, Hoàng tử kế vị, Người giám hộ của Nekhen. Tể tướng thứ nhất của Sneferu [17].
- Netjeraperef- được chôn cất tại Dashur[18].
- Rahotep -Người con trai của đức vua từ thân thể của ngài, Đại Tư Tế của Re ở Heliopolis. Ông ta được chôn cất ở Meidum cùng với vợ là Nofret. Bức tượng nổi tiếng của ông ta hiện nay được trưng bày tại Bảo tàng Cairo.[18]
- Ranefer - Chôn cất tại Meidum[18].
- Iynefer I - Chôn cất tại Dashur[19].

Những người con gái của Sneferu:
- Hetepheres A, kết hôn với Ankhhaf. Bà được đặt tên theo người mẹ của mình là nữ hoàng Hetepheres.
- Nefertkau I - Người con gái của đức vua từ thân thể của ngài, bà là người con gái đầu của Sneferu với người vợ thứ ba của ông. Bà được chôn cất trong mastaba G 7050 tại Giza. Ngôi mộ của bà có niên đại thuộc về triều đại của Khafra. Trong ngôi mộ này, ngoài vua Senefru, người con trai của bà là Nefermaat II cùng người cháu nội của bà là Sneferukhaf cũng được đề cập đến[20][21].
- Nefertnesu - Người con gái của Vua, Người con gái của Thần. Bà ta có một người con trai tên là Kaemqed[20].
- Meritites I, Quyền trượng vĩ đại và Người vợ của đức Vua, bà đã kết hôn với người anh trai Khufu của mình.[20]
- Henutsen - Người con gái của đức vua, bà cũng đã kết hôn với Khufu[15].

## Các dự án xây dựng

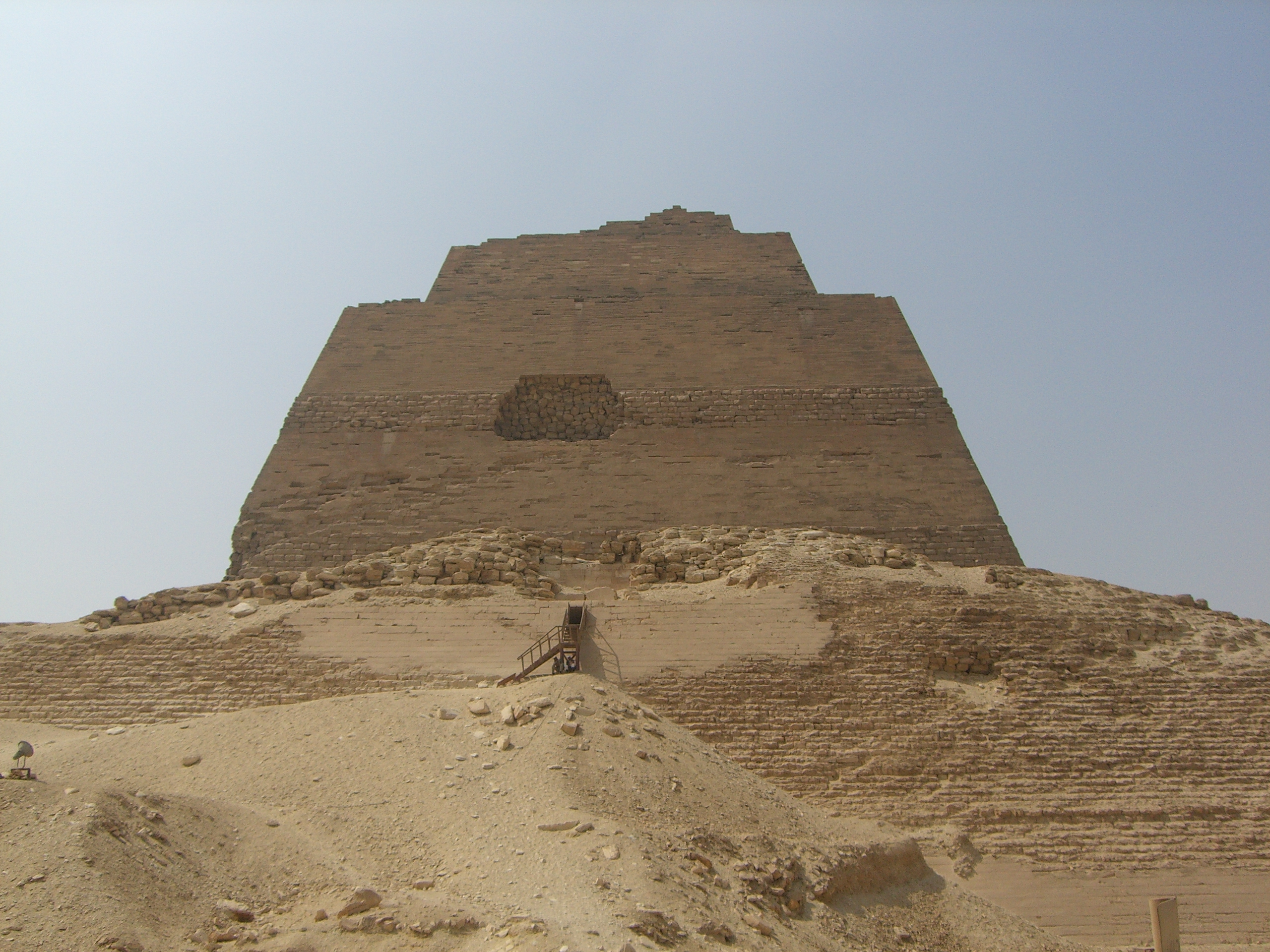
Kim tự tháp Meidum

Các công trình nổi tiếng nhất thuộc về triều đại của Sneferu đó là ba Kim Tự Tháp mà ông đã cho xây dựng ở vùng Dahshur: Kim tự tháp Đỏ, Kim Tự Tháp Bent và Kim Tự Tháp Meidum. Dưới thời Sneferu, đã có một bước đột phá lớn trong cấu trúc của các kim tự tháp đồ sộ, mà sau đó sẽ dẫn tới Đại kim tự tháp của Khufu, vốn được xem là đỉnh cao của uy quyền và sự huy hoàng dưới thời kỳ Cổ vương quốc và là một trong bảy kỳ quan của thế giới cổ đại.
Công trình đầu tiên mà Senefru cho xây dựng là Kim Tự Tháp ở Meidum. Mặc dù vậy hiện vẫn còn một số tranh cãi giữa các học giả về việc liệu Sneferu có thực sự là chủ nhân của kim tự tháp Meidum hay không, và nhiều người cho rằng nguồn gốc ban đầu của nó thuộc về vua Huni. Không những thế, kim tự tháp này còn là một ví dụ nổi bật về sự tiến bộ của kỹ thuật và hệ tư tưởng xung quanh khu vực chôn cất của nhà vua.
Cấu trúc bằng đá khổng lồ cho thấy sự chuyển tiếp về mặt cấu trúc từ dạng Kim Tự Tháp bậc thang biến đổi thành một Kim tự tháp đích thực. Một số nghiên cứu khảo cổ học về kim tự tháp này cho thấy ban đầu nó giống như là một cấu trúc gồm 7 bậc, được xây dựng theo cách thức tương tự với khu phức hợp của Djoser ở Saqqara. Sau đó, người ta sửa đổi bằng cách thêm nền móng, mài nhẵn các mặt của đá vôi để tạo góc cạnh rõ nét. Từ lối vào Kim Tự Tháp ở hướng Bắc với việc nhìn thấy hai buồng ngầm và một hầm mộ, người ta suy đoán buồng hầm mộ Vua (hay "buồng chôn cất") được xây cất trong phần thân chính mặc dù nằm sát mặt đất.

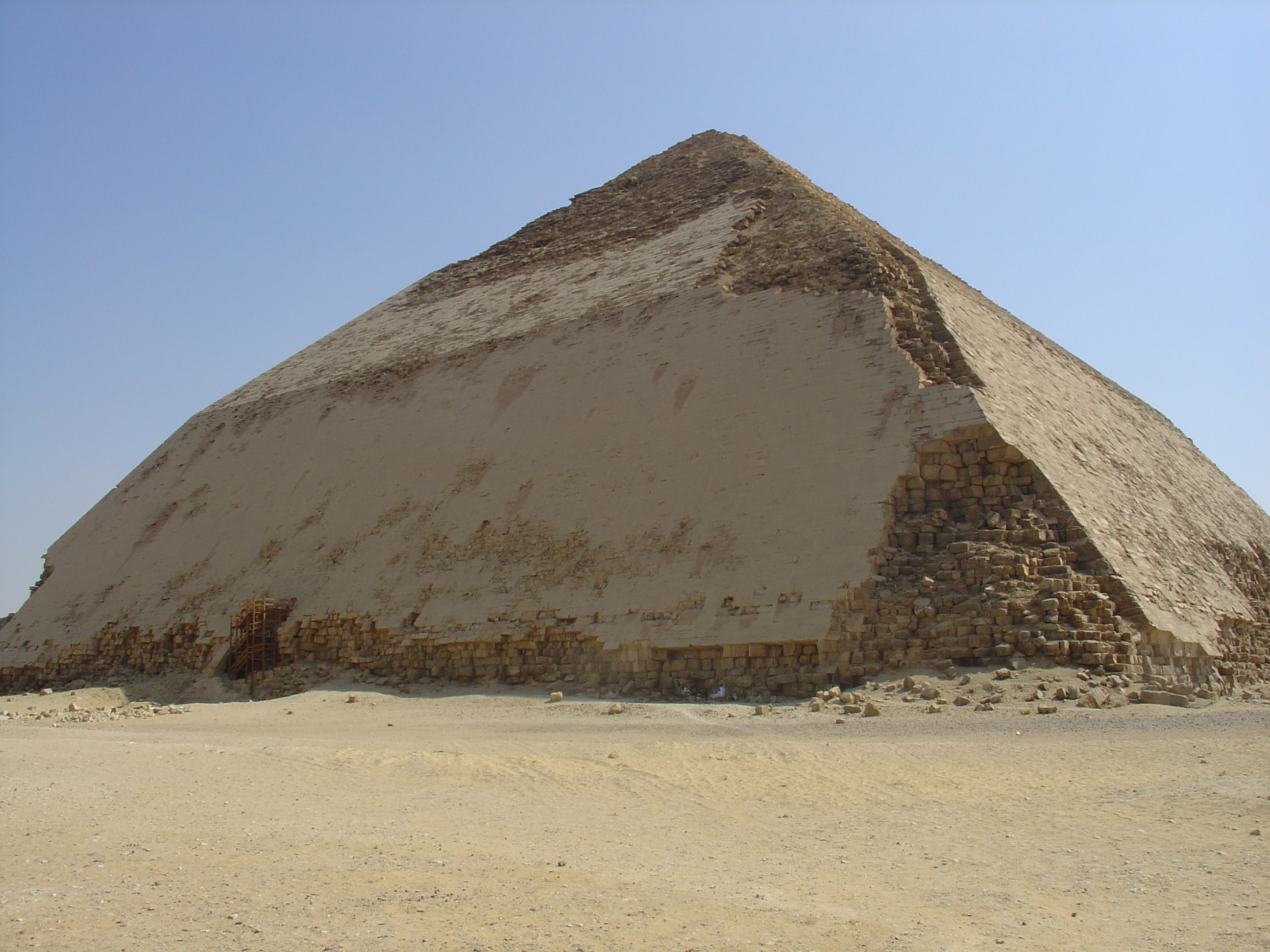
Kim tự tháp Bent của Sneferu ở Dahshur.

Ở Kim Tự Tháp Bent, còn được gọi là Kim tự tháp Rhomboidal (Kim Tự Tháp "hình thoi" - Kim Tự Tháp Cong), kỹ thuật xây dựng đạt đến bước tiến mới. Những người thợ đã chỉnh góc nghiên từ 55° xuống còn 43° ở các tầng trên của Kim Tự Tháp. Có thể ban đầu Kim Tự Tháp không được thiết kế theo kiểu này, do cấu trúc địa tầng không ổn định nên người ta quyết định xây dựng bằng cách đặt các khối đá nằm ngang, khối này chồng lên khối kia theo kiểu nghiên góc 5-10°, đánh dấu sự từ bỏ khái niệm kim tự tháp bậc thang. Kim Tự Tháp có hai lối vào: một ở phía bắc và một ở phía nam. Các buồng dưới lòng đất lớn hơn nhiều, và phân biệt bởi các bức tường và trần nhà với các hệ thống đường chéo phức tạp bao quanh.
Với Kim Tự Tháp cuối cùng là Kim tự tháp Đỏ. Mặc dù các phòng trong lăng mộ đều có cả, nhưng không có đường đi lên nào được khai quật, cũng không có bằng chứng về lối vào phía tây hoặc đường hẻm chéo. Hầm mộ của Sneferu vẫn còn là ẩn số, khi chưa tìm ra được phòng chôn cất thi hài nhà vua.

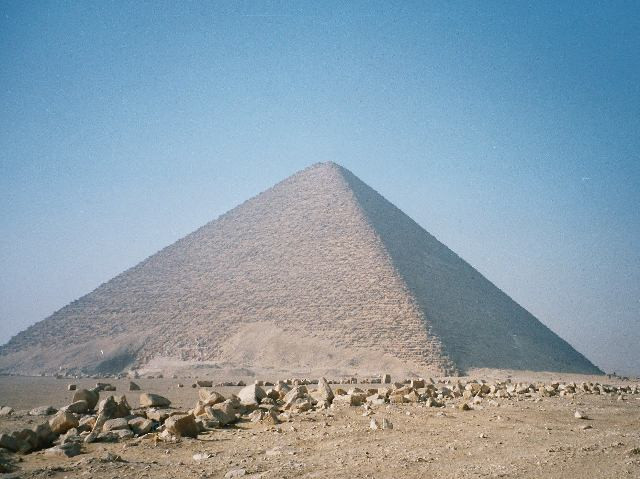
Kim tự tháp Đỏ của Sneferu

## Quan hệ ngoại giao
Để cho phép Sneferu thực hiện những dự án xây dựng khổng lồ như vậy, ông cần phải có nguồn vật liệu lớn và một lượng nhân công khổng lồ. Các cuộc chinh phục của Sneferu vào Libya và Nubia đã phục vụ hai mục đích: Mục tiêu đầu tiên là thiết lập một lực lượng lao động rộng lớn, và mục tiêu thứ hai là tiếp cận với các nguyên liệu thô và các sản phẩm đặc biệt có ở các nước này. Trong bia đá Palermo có trích dẫn:
"Sneferu, năm...
Việc xây dựng các tàu thuyền Tuataua mer wood
Của một trăm công suất, và 60 tàu thuyền hoàng gia của mười sáu năng lực.
Raid trong vùng đất của người da đen, và đưa bảy ngàn
Tù nhân, đàn ông và đàn bà, và hai mươi ngàn gia súc, cừu, Dê...
Việc đưa bốn mươi chiếc tàu gỗ tuyết tùng (hoặc có thể là "nặng bằng tuyết tùng Gỗ ")..."
Theo văn bản này, Sneferu đã có thể chiếm được số lượng lớn người từ các quốc gia khác, làm cho họ trở thành tù nhân của mình và sau đó thêm họ vào lực lượng lao động của mình. Trong cuộc đột nhập vào Nubia và Libya, ông cũng đã bắt gia súc để nuôi dưỡng lực lượng lao động khổng lồ của mình. Những cuộc xâm lược như vậy phải thật tàn phá đối với quần thể các quốc gia bị đột nhập, và các đề xuất rằng các chiến dịch vào Nubia có thể góp phần vào việc phổ biến văn hóa Ai Cập vào khu vực đó. Các nỗ lực quân sự của Sneferu ở Libya đã dẫn đến việc bắt giữ 11.000 tù nhân và 13.100 đầu gia súc. Bên cạnh việc nhập khẩu gỗ tuyết tùng rộng rãi (có thể là từ Li-băng) được mô tả ở trên, có bằng chứng về hoạt động trong các mỏ khai thác ngọc lam trên bán đảo Sinai. Cũng có những dự án khai thác mỏ quy mô lớn để cung cấp cho Sneferu đá ông cần cho các kim tự tháp của ông.